# Christien Nijland
Gesina Christina (Christien) Put-Nijland (Enschede, 1937) is een Nederlands beeldhouwer en medailleur.

## Leven en werk
Christien (ook Christina) Nijland werd opgeleid aan de Academie voor Kunst en Industrie in Enschede (1953-1955). Ze emigreerde met haar familie, onder wie jongere zus Lucie Nijland, naar Canada, waar ze studeerde aan het Ontario College of Art (1955-1957). In 1957 keerde ze terug naar Nederland en ging op kamers in Amsterdam. Ze bezocht er het Instituut voor Kunstnijverheidsonderwijs (1957-1958) en de Rijksakademie van beeldende kunsten (1958-1963). Tot haar docenten behoorden Piet Esser, Paul Grégoire, Ben Guntenaar, Johan van Zweden en Henk Zweerus. In haar examenjaar aan de academie won ze de zilveren Prix de Rome voor beeldhouwkunst. Ze trouwde met beeldhouwer en medailler Wilfried Put (1932-2016), met wie ze ook exposeerde.
Nijland maakt onder meer medailles, gelegenheidspenningen, gedenktekens en kleinplastiek. Ze was een van de negen kunstenaars, naast onder anderen Eric Claus en Marte Röling, die na de troonsbestijging van koningin Beatrix in 1980 werd gevraagd een nieuwe muntserie te ontwerpen. De opdracht werd gegund aan Bruno Ninaber van Eyben. Nijland was docent beeldhouwen aan de Vrije Academie in Den Haag (1987-1989). Ze is lid van de Vereniging voor Penningkunst (VPK), waarvan ze ook bestuurslid is geweest.

## Enkele werken
- 1962: Geboortepenning, eerste penning VPK.
- 1978: Linnaeuspenning, eerste penning VPK.
- 1976: medaillonportret van Jacob Cornelis Overvoorde voor de Overvoordebank (ontwerp van Carel Weeber) aan het Stek in Tilburg. De plaquette werd in 2008 gestolen.
- 1983: deurgrepen voor het Stadskantoor in Deventer, met Nicolaas van Cusa (links) en leerlingen van de Latijnse school (rechts).
- 1991: Welkomstpenning voor de VPK.
- 1994: plaquette op de plek van het hoofdkwartier van John Frost, Prinsenhof, Arnhem.
- 1996: René Klessensmonument tegen Oorlog en Geweld, St. Willebrordplein, Tilburg.
- 2000: penning 75 jaar Vereniging voor Penningkunst voor de VPK.
- 2008: penning 200 jaar KNAW.[6]
- 2010: Dr. Waldemar Pennings-penning.
- 2012: ontwerp plaquette Ernst de Jonge, Breestraat, Leiden. Uitgevoerd i.s.m. Lucie Nijland en gegoten bij bronsgieterij Binder.

## Galerij

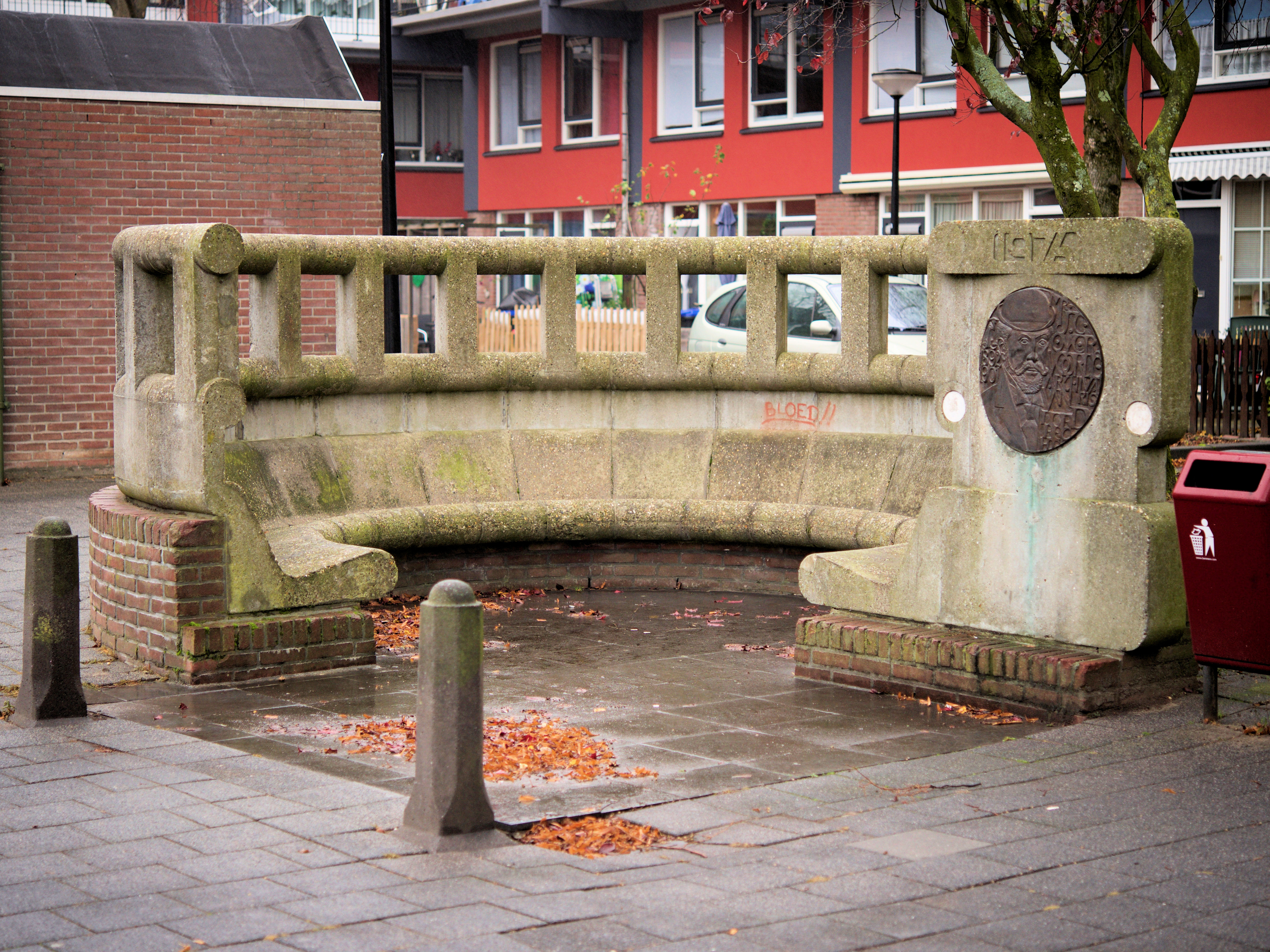
Overvoordebank (1976), Dordrecht
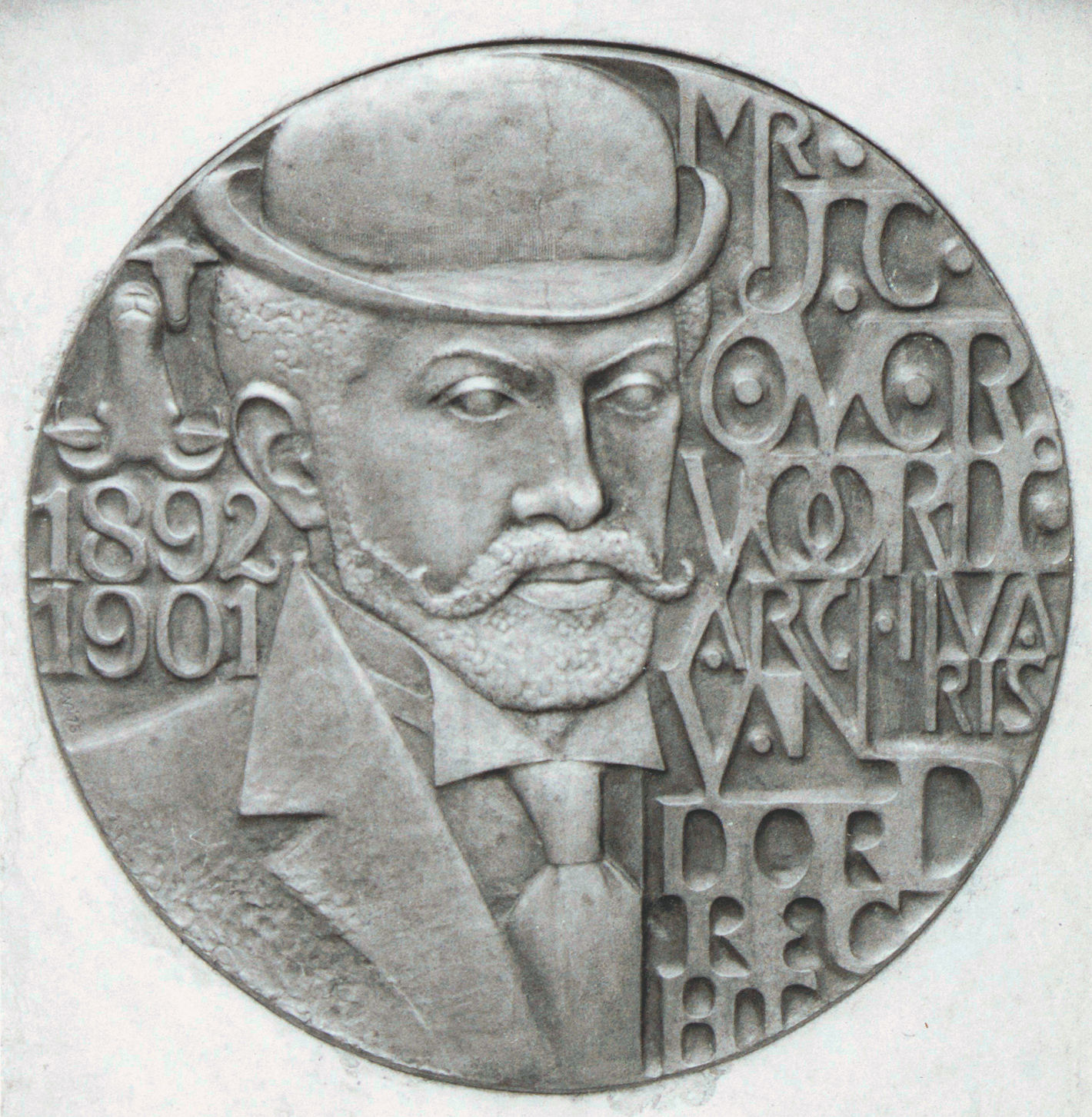
Medaillon Jacob Cornelis Overvoorde (1976), Dordrecht
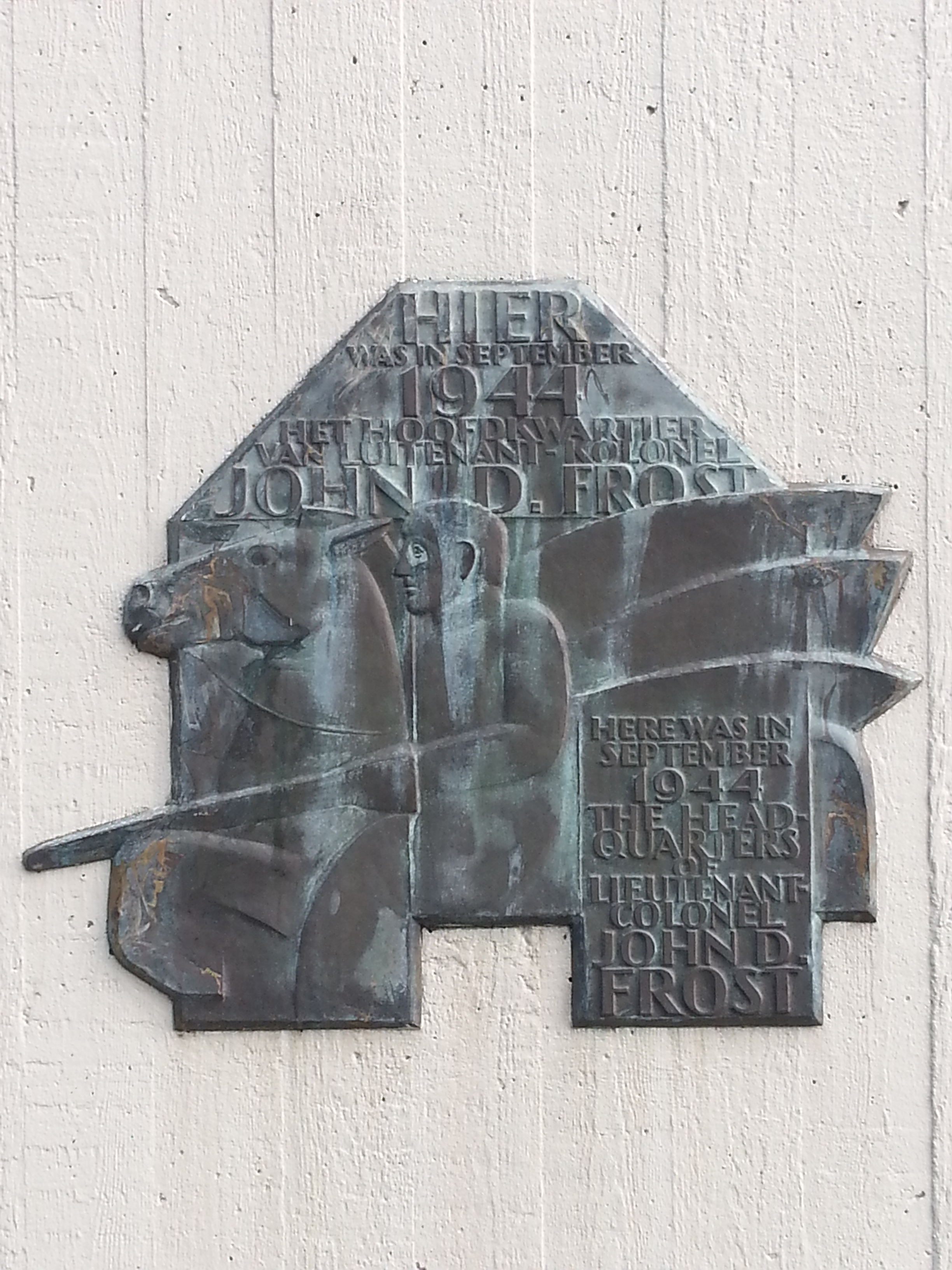
John Frost-plaquette (1994), Arnhem
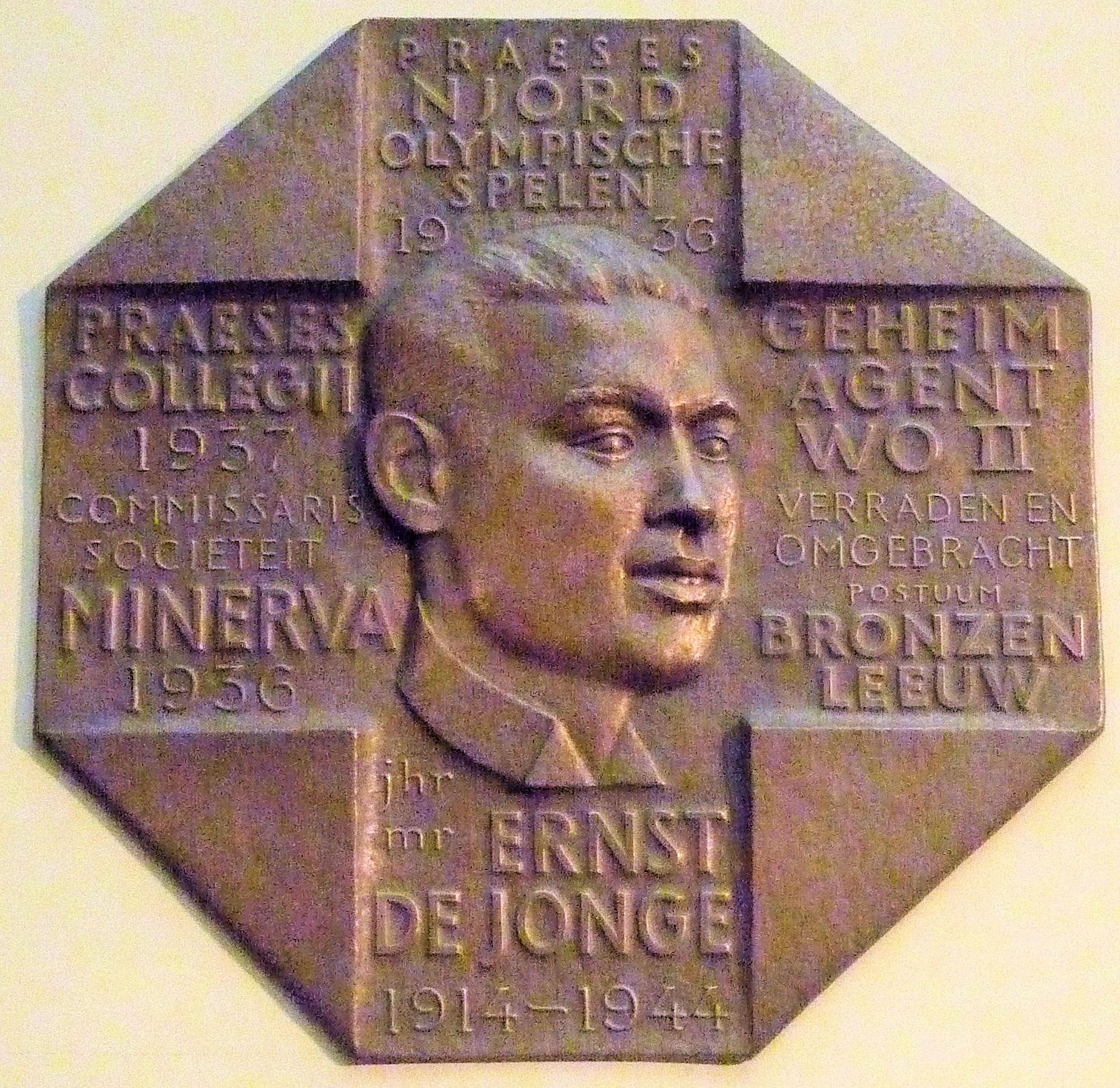
Plaquette Ernst de Jong (2012), Leiden